# Poreč
Poreč (tal. Parenzo, lat. Parens ili Parentium) je grad na zapadu Hrvatske smješten na zapadnoj obali poluotoka Istre.

## Gradska naselja
Gradu Poreču pripada 53 naselja (stanje 2019.), to su:
- Antonci – Antonzi
- Baderna – Monpaderno
- Banki – Banchi,
- Bašarinka – Balzarini,
- Blagdanići – St. Sbisa,
- Bonaci – Bonazzi,
- Bratovići – Bratovich,
- Brčići – Bercich,
- Buići – Buich,
- Cancini – Sanza,
- Červar-Porat – Porto Cervera,
- Črvar – Cervera,
- Čuši – Ciussi,
- Dekovići – Decovich,
- Dračevac – Monspinoso,
- Filipini – Filippini
- Fuškulin – Foscolino,
- Garbina – Garbina,
- Gulići – Gulich,
- Jakići – Jachich II,
- Jasenovica – Frassineto,
- Jehnići – Gegni,
- Jurići – Iurich
- Kadumi – Cadum,
- Katun – Cattun,
- Kirmenjak – Chirmegnacco,
- Kosinožići – Cossinosich,
- Kukci – Cucaz,
- Ladrovići – Radolovich,
- Matulini – Mattolini,
- Mičetići – Micetti,
- Mihatovići – Micatovich,
- Mihelići – Micheli,
- Montižana – Montisana,
- Mugeba – Monghebbo,
- Mušalež – Monsalice,
- Nova Vas – Villanova di Parenzo,
- Poreč – Parenzo,
- Radmani – Radmani,
- Radoši kod Žbandaja – Radossi di Sbandati,
- Rakovci – Racovazzi,
- Rupeni – Rupeni,
- Ružići – Rusich,
- Starići – Starich,
- Stranići kod Nove Vasi – Stranich,
- Šeraje – Seraie,
- Štifanići – Stifanich,
- Šušnjići – Susnich,
- Valkarin – Valcarino,
- Veleniki – Velenichi,
- Vrvari – Varvari,
- Vržnaveri – Vesnaveri
- Žbandaj – Sbandati.

U sastavu grada Poreča do 2001. godine bilo je još pet naselja, no ona su te godine pripojena Poreču. To su:
- Mali Maj – Maggio Piccolo,
- Materada Maj – Materada,
- Špadići – Spada,
- Veli Maj – Maggio Grande,
- Vranići kod Poreča – Vranich

## Zemljopis
Poreč se nalazi na 45.2258 stupnjeva sjeverne širine i 13.593 stupnjeva istočne dužine. Leži na nadmorskoj visini od 29 metara.
Grad, koji je star gotovo dvije tisuće godina, nalazi se u luci koju od mora štiti otočić Sveti Nikola. U samom gradu prema popisu stanovništva 2011. godine obitava 9790 stanovnika, većina živi u predgrađima. Grad Poreč kao šira cjelina ima ukupno 16.696 stanovnika prema istom popisu stanovništva iz 2011. godine.

Gradu Poreču pripada tri otoka i/li otočića koji su svrstani u kategoriju MPNNo (mali, povremeno nastanjeni i nenastanjeni otoci i otočići): Altijež, Regata, Sveti Nikola te još šest manjih nadmorskih tvorba (hridi različitog oblika i veličine): Barbaran, Butaceja, Karbula, Safarel, Žontuja i Žontujić.
Porečka regija ili Poreština pokriva 142 km², s obalom dugom 37 km, od rijeke Mirne kod Novigrada na sjeveru do Funtane i Vrsara na jugu. U Poreštinu osim samog grada Poreča spadaju općine Funtana, Kaštelir-Labinci, Sveti Lovreč, Tar-Vabriga, Višnjan, Vrsar i Vižinada.
Klima je vrlo blaga, bez ljetnih sparina. Kolovoz je najtopliji mjesec s prosječno 30 °C i niskom vlagom, a siječanj najhladiji, s prosječno 5 °C. Grad ima više od 3850 sunčanih sati u godini, što je u prosjeku više od 10 sati sunca na ljetni dan. Temperatura mora može se podići do 28 °C, što je više od temperatura u južnoj Hrvatskoj. Prosječne godišnje padaline od 920 mm ravnomjerno su raspoređene tijekom godine. U Poreču puše bura sa sjevera i zimi donosi hladno i sunčano vrijeme, jugo, topli vjetar koji s juga donosi kišu, te maestral, ljetni povjetarac koji puše s mora na kopno.
U blizini se nalazi špilja Baredine, jedini otvoreni geološki spomenik u Istri. Limski kanal je morski zaljev poput fjorda koji ulazi u unutrašnjost 12 km, a nastao je zbog djelovanja rijeke Pazinčice. U njemu se ponekad nalaze gromade kvarca koje izloži djelovanje mora.
Krajolik ima bogato sredozemno raslinje, sa šumama borova i zelenom makijom. Tlo čini plodna crvena zemlja, crljenica, zajedno s kamenjem. Crljenica je dobra za poljoprivredu (žitarice, voćnjaci, maslinici, povrtnjaci). Danas proizvodnja organske hrane, maslina, grožđa, kvalitetnih sorta vina kao što su Malvazija, Borgonja, Merlot, Pinot i Teran, čini važan dio porečkog gospodarstva.

## Stanovništvo
Nakon Pule, Poreč je najveći istarski grad prema broju stanovnika. Većina stanovnika su Hrvati, ali postoje značajne manjine Talijana, Slovenaca, Albanaca i Srba.

Prema popisu iz 2021. godine Grad Poreč ima 16.607 stanovnika. U samom gradu obitava 8841 stanovnika.
| broj stanovnika | 5748  | 6333  | 7355  | 8478  | 10168 | 12439 | 12252 | 12607 | 9862  | 8604  | 8216  | 8820  | 11739 | 14633 | 17460 | 16696 | 16607 |
|                 | 1857. | 1869. | 1880. | 1890. | 1900. | 1910. | 1921. | 1931. | 1948. | 1953. | 1961. | 1971. | 1981. | 1991. | 2001. | 2011. | 2021. |

| broj stanovnika | 2461  | 2712  | 3094  | 3461  | 3968  | 4854  | 4501  | 4773  | 3166  | 2833  | 3305  | 4713  | 7376  | 9250  | 10448 | 9790  | 8841  |
|                 | 1857. | 1869. | 1880. | 1890. | 1900. | 1910. | 1921. | 1931. | 1948. | 1953. | 1961. | 1971. | 1981. | 1991. | 2001. | 2011. | 2021. |

## Povijest
Poreč je naseljen još od prapovijesti. Tijekom 2. stoljeća prije Krista, rimski je castrum podignut na sitnom poluotoku, koji je bio 400 m dug i 200 m širok, i na kojem danas stoji jezgra staroga grada. Za vrijeme vladavine cara Augusta u 1. stoljeću, castrum je službeno proglašen gradom i uključen u rimsku koloniju Colonia Iulia Parentium. U vrijeme Rima Poreč dobiva svoje prve zidine, cijeli grad je obzidan osim zapadne strane odnosno vrha poluotoka gdje se nalazio Neptunov ili Jupiterov hram.
U 3. stoljeću grad je već imao organiziranu kršćansku zajednicu i ranokršćanski crkveni kompleks. Kršćanska zajednica je gotovo potpuno nestala u vrijeme cara Dioklecijana kada stradavaju i porečki mučenici sv. Mauro i sv. Eleuterije. Sv. Eleuterije je prema predanju zavezan za kamen i bačen u more u uvali Peškera. Danas se odmah uz zaljev nalazi crkvica Sv. Eleuterije iz 15. stoljeća  
Kad je Rimsko Carstvo palo 476. godine, grad je potpadao pod razne vladare i sile. Prvo su ga držali Ostrogoti, a nakon 539. zavladao je Bizant. Za vrijeme vladavine Bizanta u gradu stoluje biskup Eufrazije koji daje obnoviti tadašnju dvojnu baziliku. Nova bazilika je građena po uzoru na bazilike u Ravenni sa zlatnim mozaicima u čijem se središtu nalazi Bogorodica s malim Kristom u krilu. U apsidi lijevo od Bogorodice su prikazani biskup Eufrazije (nosi model bazlike), Sv. Mauro i Sv. Eleuterije. Godine 599. u pismu papi Ivanu VI. prvi put se na području Istre spominju Slaveni koji upadaju u Istru i pljačkaju. Ubrzo je pljačkanje zamijenilo trajno naseljavanje i prvo trajno naselje je datirano oko 620. godine. Achenskim mirom 812. između Franačkog i Bizantskog Carstva Istra službeno postaje dio franačkog Carstva, iako se to dogodilo već 788 godine. Iz razdoblja franačke vlasti treba izdvojiti događaj poznat pod nazivom Rižanski placit, u njemu se ocrtava sukob između istarskih gradova i novog upravitelja Istre Vojvode Ivana (dux Ioanes), odnosno gradovi se žale se žale na uzurpaciju zemljišta na kojima je vojvoda naselio Slavene. Sukob je riješen kompromisom, vojvoda Ivan je prihvaćen kao gospodar Istre, ali je morao maknuti slavenske naseljenike s gradskih parcela. 
Raspadom Franačkog Carstva u Istri se formiraju samostalne komune, uključujući i Poreč. Status samostalnosg grada će zadržati do 1267. kada se Poreč stavlja pod zaštitu Venecije postavši prvim posjedom Republike Sv. Marka u Istri. Gubitkom samostalnosti grad zapada u polaganu dekadenciju, posebno nakon 1354. kada tijekom Trećeg rata između Venecije i Genove, đenoveški admiral Paganino Doria pljačka grad i odnosi relikvije porečkih mučenika (bit će vraćeni tek 1938. godine). 1410. godine grad opsjeda hrvatsko-ugarski kralj Sigismund (Žigmund) Luksemburški, ali ga ne uspijeva zauzeti. U 14. i 15. stoljeću Poreč je grad trgovaca i obrtnika i tada se grade neke od njegovih najljepših palača, palača Zuccato, palača Parisi – Gonan i druge. Kroz 16. stoljeće pogađaju ga mnogobrojni ratovi u kojima sudjeluje Mletačka Republika pa onda epidemije raznih bolesti, prvenstveno kuge, i stanovništvo stalno opada tako da je grad 1630. godine imao svega 30-ak stanovnika. Oporavak počinje 1667. kada je grad naseljen izbjeglicama s Krete. 
Godine 1797. Napoleon zauzima Venecije i ukida Mletačku Republiku, Poreč dolazi pod upravu Austrije, pa onda 1806. kao dio Ilirskih provincija postaje dio Napoleonovog Carstva, nakon propasti Napoleona Poreč opet postaje dio Austrije kao dio Markgrofovije Istre. Od 1861. Carskim patentom Istra dobiva svoju samoupravu i Poreč postaje sjedište pokrajinskog parlamenta: Istarskog Sabora (Dietà istriana). Sjednice su se održavale u bivšoj franjevačkoj crkvi. Tijekom 19. stoljeća Poreč postaje poprište nacionalnih idelogija, talijanske s jedne strane i hrvatske s druge strane. U isto vrijeme grad kao i cijela Istra doživljava modernizaciju i gospodarski razvoj, pa je tako početkom 20. stoljeća uspostavljena željeznička linija Poreč – Trst, poznatija kao Parenzana, također se zbog turizma grade i prvi hoteli. 
Nakon Prvog svjetskog rata Austrija propada i grad dolazi pod Talijansku upravu. Tijekom 20 godišnje uprave grad gospodarski propada, prije svega turizam, potom je ukinuta i željeznička linija Parenzana. Tijekom Drugog svjetskog rata grad je više puta bombardiran i gradska jezgra je teško oštećena, uništen je samostan franjevaca i nekoliko "insula" strogradske jezgre. 1947. Pariškom mirovnom konferencijom Istra, a s njom i Poreč postaju dio Jugoslavije, a sam grad napušta između 80 % i 90 % njegovog stanovništva i odlazi u egzil u Italiju. Jugoslavensko razdoblje karakterizira industrijalizacija (tvornica za preradu ribe "Školjka") i izgradnja turističkih kapaciteta. 
Godine 1991. dolazi do promjene na razini države kada Hrvatske proglašava nezavisnost od Jugoslavije i Poreč kao dio Hrvatske ulazi u 21. stoljeće.

## Gospodarstvo
Kroz cijelu povijest ovog područja, sve do dolaska turizma, stanovnici su živjeli gotovo isključivo od zemljoradnje i ribarstva. Zato Poreč nema nikakve znatnije industrije osim prehrambene. Danas je glavni izvor prihoda turizam. U porastu su sektori trgovine, bankarstva i komunikacija. 
Cijene nekretnina su vrlo visoke zbog prestižnog položaja.

## Turizam
Austrijsko parobrodsko društvo Lloyd iz Trsta otvorilo je 1844. turističku rutu na kojoj je bio i Poreč. Već je 1845. tiskan prvi turistički vodič s opisom i slikama grada. Austrougarska aristokracija ga je otkrila 1866., kad je austrijska nadvojvotkinja Stephanie predstavila grad široj javnosti time što je uplovila u porečku luku na svojoj jahti Phantasy. Nadvojvoda Karlo Stjepan i nadvojvotkinja Marija Terezija Austrijska proveli su ovdje odmor 1867., dok je Karlo Ludvig došao 1868. Najstariji hotel i zaštitni znak povijesti porečkog turizma je Rivijera, izgrađena 1910. Poslije su podignuti Parentino i drugi hoteli.
Iako je nepoznat izvan granica Europe, Poreč je još od 1970-ih jedan od glavnih centara hrvatskog turizma. Porečkih tridesetak hotela ima više od 95.000 kreveta, a tu je i 13 autokampova, nudistički kampovi, 16 apartmanskih kompleksa, vile, bungalovi i obiteljske kuće. To je nevjerojatan broj s obzirom na veličinu samoga grada. Turistička je infrastruktura namjerno raštrkana duž 37 kilometara obale između Mirne i Limskog kanala. Na jugu su veliki samostalni centri kao Plava Laguna, Zelena Laguna, Bijela Uvala i Brulo. Na sjeveru su  Materada, Červar-Porat, Ulika i Lanterna. Ovdje odsjedne više od 30 % turista na zapadnoj obali Istre turistički najintenzivnijem području Hrvatske. 
Ta ljetna "predgrađa" imaju svoje hotele, plaže, kampove, marine, robne kuće, prijevozna sredstva, igrališta, zabavu i razne dućane. U ljetnoj sezoni u Poreštini se privremeno nađe i po 120.000 ljudi. S obzirom na to da se ljudi preko dana kupaju izvan grada, navečer dolazi do turističke navale na stari grad, koji je tada pun gomila šetača iz svih europskih zemalja, a usluge im nude dućani, restorani, disko klubovi i barovi, kao i brojne galerije. 
U razdoblju izvan ljetne sezone, Poreč je destinacija vikend-turista iz Hrvatske, Slovenije, Austrije, i pogotovo Italije. Sportska infrastruktura je razvijena i koristi se cijele godine. Za vrijeme Domovinskog rata (1991. – 1994.), turistička je infrastruktura udomila izbjeglice iz drugih dijelova Hrvatske te Bosne i Hercegovine.

## Poznate osobe
- Marino Baldini, hrvatski političar, arheolog, povjesničar umjetnosti
- Juraj Dobrila, porečko-pulski biskup
- Eufrazije, porečki biskup
- Ivan Herak, političar
- Ivan Jakovčić, hrvatski političar
- Korado Korlević, hrvatski astronom
- Sveti Mauro, svetac i biskup
- Giuseppe Pagano, talijanski arhitekt
- Bernard Porečan, hrvatski slikar
- Rita Rusić, hrvatsko-talijanska producentica, glumica i pjevačica
- Mario Visintini, talijanski zračni as

## Spomenici i znamenitosti
Stari je grad sačuvao raspored ulica starorimskog castruma. Glavne su ulice Dekumanus i Cardo Maximus još sačuvane u izvornom drevnom obliku. Marafor je bio rimski trg (forum) s dva hrama. Jedan od njih, podignut u 1. stoljeću, posvećen je rimskom bogu Neptunu, širok je 30 m, a dug 11 m. Sačuvano je par kuća iz romaničkog razdoblja (Romanička kuća na Maraforu), kao i nekoliko divnih mletačkih gotičkih palača. Istarska sabornica, izvorno franjevačka gotička crkva iz 13. stoljeća, preuređena je u baroknom stilu u 18. stoljeću. 
Kompleks Eufrazijeve bazilike iz 5. stoljeća, koji je na mjestu izvorne crkve prvi put proširen u 6. stoljeću pod Bizantom i biskupom Eufrazijem, predstavlja najvažniji i najvrjedniji kulturni spomenik Poreča, a UNESCO ju je 1997. zaštitio kao spomenik svjetske baštine.
Grad je bio opasan obrambenim zidinama od 12. do 19. stoljeća.

## Kultura
- U Poreču djeluje katedra Čakavskog sabora – Pučko otvoreno učilište.
- Koncepciju prostornog razvitka općine Poreč napravili su hrvatski prostorni planer i urbanist Neven Kovačević i Franić, projekt stambenog naselja Novog Sela napravili su Kovačević i Ivanišin, urbanističku studiju sanacije povijesne jezgre Poreča napravili su Kovačević, N. Cimerman i R. Cimerman, vođenje prostorne problematike za općinu Poreč i izgradnju sezonskog grada Červar-Porta kraj Poreča vodio je arhitekt Neven Kovačević.[6][7]
- Povijesni festival Giostra.

## Šport
- Odbojkaški klub "Poreč"
- RK Poreč – rukometni klub
- boćarski klub "Istra"
- vaterpolski klub "Poreč"
- nogometni klub "Jadran"
- košarkaški klub "Poreč"
- jedriličarski klub "Horizont"
- golf klub "Parentium"
- tenis klub "Poreč"
- judo klub "Istra"
- karate klub "Finida"
- veslački klub "Adriaco"
- Biciklistički klub "Poreč"
- automobilistički klub Poreč Motorsport
- Plivački klub "Poreč"
- Klub za daljinsko plivanje "Poreč"
- Kickboxing klub "King"
- Atletski klub "Maximvs"

1999. otvoren je Motodrom Poreč u neposrednoj blizini grada. Ski lift Poreč otvoren 1989., u vrijeme otvorenja bio je jedan od samo 3 ski lifta u Europi.
Godine 2008., za potrebe održavanja Svjetskoga prvenstva u rukometu 2009., izgrađena je višenamjenska Športska dvorana Žatika.
Na ulazu u Zelenu Lagunu nalazi se golf vježbalište (driving range).
Održavaju se biciklističke utrke Istarsko proljeće, Trofej Poreč, GP Laguna Poreč.
Svjetski streličarski kup održavao se u Poreču u svojoj početnoj sezoni 2006. godine, te zatim 2008. – 2011.
Od 2015. do 2018. u Poreču je organiziran turnir Svjetske serije odbojke na pijesku.
Od 2000. održava se Plivački maraton „Porečki delfin“, najveći sportsko-rekreacijski plivački događaj u Hrvatskoj.
Rally Poreč, koji se održava od 1999. je jedan od najdugovječnijih relija na teritoriju Hrvatske, odnosno Opel Will Rally Poreč.
Sport Fest, prvi hrvatski športski sajam, održava se od 2017.
SUPer Surfers Challenge Poreč – Lanterna je prva hrvatska SUP-ova utrka elitna ranga.
Pučke igre Poreštine, prvo izdanje održano 2009., igre: pljočkanje, hitanje grote spod guzice, trčanje u vrećama i utrka kariolama.
Održavale su se triatlon utrke za WTC-ov svjetski kup.

## Promet
Ceste su glavni prometni putovi. Poreč je dobro povezan s ostatkom Istre i svim većim gradovima u okolici, kao što su Trst, Rijeka, Ljubljana i Zagreb. Najbliža komercijalna zračna luka nalazi se u Puli. Pomorski je promet izgubio na važnosti, osim za turističke izlete, prvenstveno duž istarske obale i u Veneciju. Najbliža željeznička pruga je u Pazinu, koji je sjedište Istarske županije. Godine 1902. izgrađena je uskotračna željeznička linija od Trsta do Poreča, po imenu Parenzana, a ukinuta je 1935.

## Zanimljivosti
La mula de Parenzo jedna je od najpoznatijih pučkih pjesama Istre, Trsta, Dalmacije, Kvarnera. Neslužbena himna Poreča. Pjesma je nastala prije dvije stotine godina, a pjevali su je istrovenetski barkarjoli, ribari, a u početku se zvala La goba de Parenzo. Pjesma je lako pamtljiva, a priča se i da ju je večer prije samoubojstva pjevao i Ernest Hemingway. "Navečer, prvog srpnja 1961. godine, Ernest i Mary Hemingway vratili su se s večere u svoju kolibu u Ketchamu, Idaho, i u očito dobrom raspoloženju malo su si zapjevali. Počela je Mary, pjevajući "Tutti mi chiamano bionda", a Ernest joj se pridružio. Završivši pjesmu, Ernest je uputio ženi riječi: "Good night, my kitten", i pošao spavati. Sljedećeg jutra, 2. srpnja, Ernest se probudio oko sedam sati, otišao u podrum, napunio obje cijevi svoje Boss sačmarice, vratio se gore u predsoblje, i prostrijelio si glavu."

## Također pogledajte
- Porečko-pulska biskupija
- Porečka biskupija

## Vanjske poveznice
- Službene stranice Grada Poreča
- Parentium.com - Nezavisni portal grada Poreča